# Journal of Field Archaeology
El Journal of Field Archaeology es una revista académica dedicada al trabajo de campo arqueológico (excavaciones, estudios e investigaciones de laboratorio relacionadas) de cualquier parte del mundo. Con un sistema de revisión por pares, es publicada por Routledge en nombre de la Universidad de Boston. En 2023, su editora en jefe es Christina Luke.
La revista fue fundada en 1974 por la Association for Field Archaeology. Su editor fundador, James R. Wiseman, definió como meta el promover la investigación internacional e interdisciplinaria en arqueología, a diferencia de otras revistas regionales o de un período específico. Varias décadas después de su creación, es considerada un ejemplo de una revista que cierra la brecha entre arqueología antropológica y arqueología clásica.
Entre la fecha de su creación y los primeros años del siglo XXI, la revista fue publicada de manera interna por la Universidad de Boston. En 2010, se trasladó a Maney Publishing y en 2016 a Routledge, cuando esta empresa editorial adquirió Maney.
En 2002 se publicó un estudio que no encontraba evidencias de una brecha de género en las citas en los artículos publicados en la revista entre 1989 y 1998, a diferencia de otras revistas importantes de antropología.

## Periodicidad, indexación y Acceso Abierto
La revista tiene una periodicidad de 8 números anuales y está indexada en:
- Arts and Humanities Citation Index
- Scopus
- EBSCO
- FRANCIS
- International Bibliography of Periodical Literature (IBZ)
- International Bibliography of the Social Sciences (IBSS)
- ProQuest
- L'Année philologique
- Art Abstracts
- Index Islamicus
- Anthropological Literature
- base de datos de la Asociación de Lenguas Modernas
- Dialnet

Los autores pueden elegir publicar en Acceso Abierto, por lo que se trata de una revista híbrida.